# ارنست فالکبیر

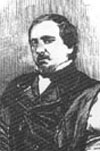

ارنست کارل فالکبیر (به آلمانی: Ernst Karl Falkbeer) (زاده ۲۷ ژوئن ۱۸۱۹ در برنو، - درگذشته ۱۴ دسامبر ۱۸۸۵ در وین) شطرنجباز و روزنامهنگار اتریشی بود.
فالکبیر در ۱۸۵۵ مجله Wiener Schachzeitung را منتشر کرد که نخستین نشریه اختصاصی شطرنج در اتریش بود. او از آوریل ۱۸۵۷ تا نوامبر ۱۸۵۹ نویسنده یک ستون شطرنج در ساندی تایمز بود.
شهرت فالکبیر در شطرنج بیشتر ناشی از کارهای تئوریک اوست. ضد حمله  فالکبیر از نوآوری‌های او در شطرنج بود که هنوز هم یکی از شاخه‌های اصلی گشایش گامبی شاه شمرده می‌شود.